# Giorgos Theodoridis
Giorgos Theodoridis (griechisch Γιώργος Θεοδωρίδης, * 3. Juli 1980 in Frankfurt am Main) ist ein ehemaliger griechischer Fußballspieler. Der 1,74 m große Mittelfeldspieler agierte bevorzugt auf der linken Offensivseite.
Giorgos Theodoridis wuchs im Wiesbadener Stadtteil Biebrich auf und begann dort 1986 mit dem Fußballspielen beim örtlichen FV Biebrich 02. 1995, im Alter von 15 Jahren, ging er nach Griechenland und schloss sich der Jugendabteilung des Traditionsvereins Aris Thessaloniki an. 1997 erhielt er bei dem zu diesem Zeitpunkt zweitklassigen Verein seinen ersten Profivertrag und debütierte am 5. September 1998 zum ersten Mal in der ersten griechischen Liga bei der 0:1-Heimniederlage gegen Panathinaikos Athen. Bis auf die zweite Hälfte der Saison 1998/99, als er an Athinaikos Athen ausgeliehen wurde, blieb Theodoridis Aris Thessaloniki bis zum Sommer 2002 treu und erzielte in insgesamt 49 Erstligaeinsätzen drei Tore. Im Januar 2003 – nachdem Theodoridis sechs Monate ohne Verein gewesen war – wechselte er zu Aris Stadt- und Erzrivalen PAOK Thessaloniki. Bei PAOK schaffte es Theodoridis sich in die Stammformation zu spielen und gehörte zu den tragenden Säulen des Vereins, als dieser 2003 den griechischen Pokal gewinnen konnte. Nach 37 Erstligaeinsätzen für PAOK wechselte Theodoridis 2005 schließlich zu Panathinaikos Athen, wo er bis 2007 unter Vertrag stand. Von 2007 bis 2008 spielte er Lyttos Ergotelis auf Kreta. Zur Saison 2008/09 wechselte er nach Deutschland zum Zweitligaaufsteiger FSV Frankfurt und kam dort auf 14 Spiele, in denen er ein Tor erzielte. Nach einem Jahr kehrte er nach Griechenland zurück, wo er für Panetolikos Agrinio spielte.

## Erfolge
- Griechischer Pokalsieger: 2003